# Swiss Unihockey
swiss unihockey (bis Juni 2005 Schweizerischer Unihockey Verband (SUHV)) ist der Sportverband, der die Sportart Unihockey in der Schweiz vertritt.

## Geschichte
Der Verband wurde am 20. April 1985 in Sarnen gegründet. Am 18. November 1989 wurde er in den Schweizerischen Landesverband für Sport (SLS), den Dachverband des schweizerischen Sports, aufgenommen (heute Swiss Olympic Association). Somit reihte sich diese noch junge Sportart bei den etablierten Verbänden ein. Zusammen mit den Unihockey-Verbänden Schweden und Finnland hat der Schweizerische Unihockey Verband im Jahre 1986 im schwedischen Huskvarna den Unihockey-Weltverband International Floorball Federation (IFF) gegründet.

## Gründungsvereine
Der Schweizerische Unihockey-Verband, heute swiss unihockey, wurde 1985 durch die folgenden Unihockey-Vereine gegründet:
- UHC Urdorf
- UHT Zäziwil
- UHC Kloten
- UHC Grün-Weiss Zürich
- UHC City Chur
- LA Zürich-Nord
- UHC Bassersdorf
- UHC Ipsach
- UHC Tornado Bazenheit
- SC Laupen
- UHC Rätia Chur
- UHC Oberland 84
- Pfadi Falkenstein
- Giants Kloten
- UHC Spartak Chur
- UHC Dietlikon
- UHC TLS Köniz
- UHT LC Dübendorf
- UHU Bern
- UHT Scalära Chur
- UHC Haldenstein
- UHC Visper Lions

## Struktur
Die Delegiertenversammlung (DV), der Zentralvorstand (ZV) sowie der Sportausschuss (SPA) bilden die vier Organe des Verbandes.
Der Verband betreibt die beiden Ligen Nationalliga A und B sowie die Regionalligen des schweizerischen Unihockeys.

### Kommissionen
- Ausbildungs- und Nachwuchskommission (ANK)
- Technische Kommission (TK)
- Schiedsrichterkommission (SK)
- Auswahlkommission (ALK)
- Disziplinarkommission (DK)
- Verbandsgericht (VG)
- Kontrollausschuss (KA)

### Regionalverbände
Neben dem nationalen Verband gibt es verschiedene Regionalverbände, welche meist auf kantonaler Ebene aktiv sind:
| Bezeichnung                                   | Angeschlossene Kantone                   |
| --------------------------------------------- | ---------------------------------------- |
| Aargauischer Unihockey-Verband                | Aargau                                   |
| Kantonal Bernischer Unihockeyverband          | Bern                                     |
| Bündner Unihockey Verband                     | Graubünden                               |
| Freiburger Unihockey-Verband                  | Fribourg                                 |
| IG Unihockey Nordwestschweiz                  | Basel-Stadt, Basel-Landschaft, Solothurn |
| Kantonaler Unihockey Verband Schaffhausen     | Schaffhausen                             |
| St. Gallisch-Appenzellischer Unihockeyverband | St. Gallen/ Appenzell                    |
| Thurgauer Unihockey Verband                   | Thurgau                                  |
| Associazione Unihockey Ticino                 | Tessin                                   |
| Kantonalzürcher Unihockey Verband             | Zürich                                   |
| Zentralschweizer Nachwuchsförderung Unihockey | Obwalden, Nidwalden, Schwyz, Uri, Zug    |
| Kantonal Luzernischer Unihockey Verband       | Luzern                                   |

## Nationalteams
swiss unihockey betreibt vier Nationalmannschaften bei den Männern und drei Nationalmannschaften bei den Frauen sowie je eine Studenten-Auswahl.
- Männer A
- Männer U23
- Männer U19
- Männer U17

- Frauen A
- Frauen U19
- Frauen U17

## Verbandszahlen
- Vereine: 372[2]
- Teams: 2'117[2]
- Lizenzierte Spieler: 35'056[2]
- Schiedsrichter: 1'549[2]